# Бангор (Мичиген)
Бангор (енгл. Bangor) град је у америчкој савезној држави Мичиген. По попису становништва из 2010. у њему је живело 1.885 становника.

## Демографија
Према попису становништва из 2010. у граду је живело 1.885 становника, што је -48 (-2.5%) становника више него 2000. године.
| Група             | 2000.         | 2010.         |
| Белци             | 1.398 (72,3%) | 1.297 (68,8%) |
| Афроамериканци    | 246 (12,7%)   | 223 (11,8%)   |
| Азијати           | 4 (0,2%)      | 13 (0,7%)     |
| Хиспаноамериканци | 235 (12,2%)   | 271 (14,4%)   |
| Укупно            | 1.933         | 1.885         |